# ابوبکر امبایه کامارا
ابوبکر امبایه کامارا (انگلیسی: Aboubacar M'Baye Camara؛ زادهٔ ۲۷ دسامبر ۱۹۸۵) بازیکن فوتبال اهل گینه است.
از باشگاه‌هایی که در آن بازی کرده است می‌توان به باشگاه فوتبال الاتحاد کلبا، باشگاه فوتبال لوکرن اوست والاندرن، و باشگاه فرهنگی ورزشی دبی اشاره کرد.
وی همچنین در تیم‌های ملی فوتبال گینه، و گینه، بازی کرده است.